# Ruines du château d'Ōnojō
Les ruines du château d'Ōno (大野城跡, Ōnojōato) se trouvent sur le mont Shioji (anciennement appelé « mont Ōno ») dans la partie nord de la ville de Dazaifu, préfecture de Fukuoka au Japon. Le château est construit en 665 après la défaite des forces combinées japonaise et baekje par l'alliance Tang-Silla lors de la bataille de Hakusukinoe en 663, la cour japonaise craignant une invasion venue du continent et voulant protéger le centre urbain de Dazaifu. Restent les ruines d'environ soixante-dix bâtiments, utilisés autrefois comme entrepôts. Un mur entourait l'emplacement. L'endroit est un « site historique spécial » (特別史跡).

## Source de la traduction
- (en) Cet article est partiellement ou en totalité issu de l’article de Wikipédia en anglais intitulé « Ōnojō Castle Ruins » (voir la liste des auteurs).